# Int 80h
La instrucción int 80h es utilizada en lenguaje ensamblador x86 para provocar una interrupción de software e invocar los servicios de GNU/Linux. En Linux existen llamadas (system calls) que proveen funciones básicas para acceder al hardware: los discos, el teclado, el video, los puertos, etc. Estas funciones básicas se llaman servicios a programas o APIs (Application Programming Interface).

## Introducción
Existen aproximadamente 250 servicios que brinda esta interrupción. El número del servicio se pone en EAX y luego se ponen los demás parámetros en los restantes registros del microprocesador: EBX, ECX, EDX, ESI, EDI y EBP. 

### Ejemplos
Servicio 1: salida del proceso actual y retorno al sistema que lo invocó.
En EBX se coloca el modo de salida, generalmente ponemos 0 para indicar que la salida se produjo normalmente (es decir, no fue causada por un error).
En NASM
```
mov
 
eax
,
1

mov
 
ebx
,
0

int
 
80
h

```

En Gas
```
movl
 
$0
,
 
%ebx

movl
 
$1
,
 
%eax

intl
 
$0x80

```

Servicio 3: lectura (read).
Los parámetros necesarios son: 
EBX: unidad de entrada (0: entrada estándar).
ECX: Puntero a un área de memoria donde se dejarán los caracteres obtenidos.
EDX: Número máximo de caracteres a leer.
En NASM
```
mov
 
eax
,
3

mov
 
ebx
,
0

mov
 
ecx
,
oración

mov
 
edx
,
100
 

int
 
80
h

```

En Gas
```
movl
 
$100
,
 
%edx
 

movl
 
$oración
,
 
%ecx

movl
 
$0
,
 
%ebx

movl
 
$3
,
 
%eax

intl
 
$0x80

```

Servicio 4: escritura (write).
Los parámetros necesarios son: 
EBX: unidad de salida (1: salida estándar).
ECX: Puntero a un área de memoria donde se encuentran los caracteres a mostrar.
EDX: Número máximo de caracteres a mostrar.
En NASM
```
mov
 
eax
,
4

mov
 
ebx
,
1

mov
 
ecx
,
oración

mov
 
edx
,
100
 

int
 
80
h

```

En Gas
```
movl
 
$100
,
 
%edx
 

movl
 
$oración
,
 
%ecx

movl
 
$1
,
 
%ebx

movl
 
$4
,
 
%eax

intl
 
$0x80

```

Servicios para el trabajo con archivos
Servicio 5: apertura (open). 
Los parámetros necesarios son: 
EBX: la dirección de una cadena de caracteres terminada en nulo.
ECX: Modo de acceso.
EDX: permisos al archivo, si se abre creándolo.
Modos de acceso:
O-RDONLY 0: El archivo se abre sólo para leer de él.
O-WRONLY 1: El archivo se abre sólo para escribir en él.
O-RDWR 2: El archivo se abre para lectura y escritura.
O-CREAT 256: Crear el archivo en caso de que no exista.
O-APPEND 2000h: El archivo se abre sólo para escritura al final, añadiendo información.
Permisos:
S-IRUSR 400H: El archivo puede ser leído por el dueño.
S-IWUSR 200h: El archivo puede ser escrito por el dueño.
S-IROTH: El archivo puede ser leído por otros usuarios.
S-IWOTH: El archivo puede ser escrito por otros usuarios .
En NASM
```
mov
 
eax
,
5

mov
 
ebx
,
”
pepito.txt
”
,
0

mov
 
ecx
,
1

mov
 
edx
,
0

int
 
80
h

```

En Gas
```
movl
 
$0
,
 
%edx
 

movl
 
$1
,
 
%ecx

movl
 
$
”
pepito.txt
”
,
 
%ebx

movl
 
$5
,
 
%eax

intl
 
$0x80

```

Como alternativa para crear archivos se puede usar el servicio 8 (create).
Para lectura y escritura del archivo se utilizan los servicios 3 y 4 mencionados anteriormente, pero se les cambia el valor de EBX por la dirección del archivo a leer/escribir o el descriptor del mismo. 
Para manipular el puntero en el archivo se utiliza el servicio 13h (lseek). Los parámetros necesarios son:
EBX: Descriptor del archivo cuyo puntero va a manipularse
ECX: Número de bytes a desplazarse desde el punto que es indicado como referencia.
EDX: Punto de referencia para el desplazamiento. 0 inicio, 1 posición actual, 2 final
Ej: posicionarse al inicio del archivo 
En NASM
```
mov
 
eax
,
13
h
 

mov
 
ebx
,
 
descriptor

mov
 
ecx
,
0

mov
 
edx
,
0
 

int
 
80
h

```

En Gas
```
movl
 
$0
,
 
%edx
 

movl
 
$0
,
 
%ecx

movl
 
$descriptor
,
 
%ebx

movl
 
$0x13
,
 
%eax

intl
 
$0x80

```

Después de trabajar con el archivo, éste se debe cerrar. Para eso existe el servicio 6 (close), para el cual basta poner en EBX el descriptor del archivo a cerrar.
Existen muchos más servicios, por ejemplo para el trabajo con el reloj del PC, para el trabajo con directorios, para eliminar procesos, etc.